# Fortunato Giannini
Fortunato Giannini (ur. 1875, zm. 1928) – włoski duchowny rzymskokatolicki.

## Życiorys
Podczas I wojny światowej udzielał pomocy humanitarnej polskim jeńcom w obozach na ziemi włoskiej.
W latach 20. był lektorem języka włoskiego na Uniwersytecie Jagiellońskim. Udzielał się też jako publicysta, autor książek i broszur. Założyciel towarzystwa „Dante Alighieri” w Krakowie.
W 1923 został odznaczony Krzyżem Kawalerskim Orderu Odrodzenia Polski.

## Publikacje
- Praktyczna metoda języka włoskiego. Gramatyka, ćwiczenia, rozmówki, słownik : do nauki z pomocą lub bez pomocy nauczyciela (1910, 1911)[2]
- Słownik włosko-polski i polsko-włoski (1913, 1935, 1946)[2]
- Lezioni d'italiano (1914, 1940)[2]
- Storia della Polonia e delle sue relazioni con l'Italia (1916)[2]
- Come s'impara l'italiano (1922, 1928)[2]
- Faszyzm w życiu Włoch (1923)[3][2]
- Come s'impara l'Italiano. Jak nauczyć się po włosku (1928)[2]
- Słownik włosko-polski i polsko-włoski z wymową (1929)[2]
- Come s'impara l'italiano Lehrbuch d. ital. Sprache (1931)[2]